# Alberto Leanizbarrutia Abaunza
Alberto Leanizbarrutia Abaunza (Elorrio, 1 d'abril de 1963) és un ciclista basc, ja retirat, professional entre 1985 i 1998.
En el seu palmarès destaca una etapa de la Volta al País Basc de 1987 i la classificació de l'Intergiro al Giro d'Itàlia de 1991. El 1991 fou el catorzè ciclista en finalitzar les tres grans voltes durant el mateix any. El 2005 i 2006 fou director esportiu de l'equip Liberty Seguros.

## Palmarès
- 1987
  - Vencedor d'una etapa de la Volta al País Basc
  - Vencedor d'una etapa del Trofeu Joaquim Agostinho
- 1988
  - 1r al Tour de Vendée
- 1990
  - Vencedor d'una etapa de la Volta a Cantàbria
  - Vencedor d'una etapa del Trofeu Joaquim Agostinho
- 1991
  -  1r de l'Intergiro del Giro d'Itàlia
- 1994
  - 1r al Gran Premi de Zamudio

### Resultats a la Volta a Espanya
- 1986. 73è de la classificació general
- 1989. 80è de la classificació general
- 1990. 69è de la classificació general
- 1991. 44è de la classificació general
- 1993. 66è de la classificació general
- 1994. 82è de la classificació general
- 1995. 43è de la classificació general
- 1996. Abandona (18a etapa)
- 1997. 37è de la classificació general
- 1998. 55è de la classificació general

### Resultats al Tour de França
- 1991. 39è de la classificació general.
- 1992. Abandona (13a etapa)
- 1993. Abandona (14a etapa)
- 1994. 102è de la classificació general

### Resultats al Giro d'Itàlia
- 1991. 64è de la classificació general.  1r de l'Intergiro
- 1995. Abandona (15a etapa)